# Saint-Léger-lès-Authie
Saint-Léger-lès-Authie település Franciaországban, Somme megyében. Lakosainak száma 73 fő (2022. január 1.). Saint-Léger-lès-Authie Couin, Pas-en-Artois, Authie és Bus-lès-Artois községekkel határos.

## Népesség
A település népessége az elmúlt években az alábbi módon változott:
| Lakosok száma | 91   | 93   | 89   | 86   | 82   | 79   | 76   | 73   |
|               | 2013 | 2015 | 2017 | 2018 | 2019 | 2020 | 2021 | 2022 |